# Neoneuromus sikkimmensis
Neoneuromus sikkimmensis är en insektsart som först beskrevs av Van der Weele 1907.  Neoneuromus sikkimmensis ingår i släktet Neoneuromus och familjen Corydalidae. Inga underarter finns listade i Catalogue of Life.